# Koninklijke Harmonie "Concordia Kunst naar Vermogen", Moorsele
Koninklijke Harmonie "Concordia Kunst naar Vermogen", Moorsele is een harmonieorkest in de deelgemeente Moorsele van de gemeente Wevelgem in de provincie West-Vlaanderen, dat in 1870 werd opgericht.

## Geschiedenis
In Moorsele werd in 1860 al een koor opgericht dat de naam "Concordia" droeg en dat zelfs buiten de landsgrenzen optrad. In 1870 werden er in Brussel door enkele leden blaasinstrumenten aangekocht met het gevolg dat de zangvereniging een dorpsfanfare werd. Sindsdien werd de naam van deze vereniging ook met "Kunst naar Vermogen" verlengd. In 1889 werd door de fanfare deelgenomen aan het Palfijnfestival te Kortrijk. Een jaar later werd men lid van de Katholieke Bond. Vanaf 1914 kwamen de activiteiten tot rust en pas in 1926 kwam het orkest opnieuw tot leven. Het werd deelgenomen aan het provinciale concours en dat was een succes. Tijdens de Tweede Wereldoorlog was er opnieuw een onderbreking.
Na de oorlog begon men langzamerhand weer een opbouw van de vereniging, maar de fanfare werd tot harmonieorkest omgevormd. De jaren 60 werden overgangsjaren, maar het daarna volgende decennium bracht succes. De dirigent André Porte lukte de verhoging van het muzikale niveau van het orkest en in 1976 promoveerde men probleemloos naar de provinciale afdeling uitmuntendheid.
Na de festiviteiten van het 50-jarige heroprichting in 1976 ging men ook de internationale toer op en gaf concerten in Nederland, Duitsland, Denemarken, Luxemburg, Frankrijk en Oostenrijk. In 1981 volgde de promotie in de ere-afdeling. Het harmonieorkest werd in 1982 Belgisch kampioen in de ere-afdeling onder auspiciën van Fedekam Vlaanderen.
De muziekvereniging beschikt tegenwoordig naast het harmonieorkest ook nog over een jeugdharmonie Mortsella en een drumband.

## Dirigenten
- ???? - 1999 André Porte
- 1999 - 2010 Piet De Block
- 2010 - 2016 Aaron Eggermont
- 2016 - .... Hannes Vanlancker